# Иракли Кобахидзе
Иракли Кобахидзе (на грузински: ირაკლი კობახიძე) е грузински политик, 16-ият министър-председател на Грузия от февруари 2024 г.

## Биография
Кобахидзе е роден на 25 септември 1978 т. в Тбилиси, Грузия. Баща му, Георги (Гиа) Кобахидзе, също е политик – депутат в третото и четвъртото народно събрание на Грузия и заместник-председател на парламента от Национално-демократическата партия; той е и член на „Демократично движение – Обединена Грузия“ до 2015 г.
Кобахидзе завършва Юридическия факултет на Държавния университет в Тбилиси през 2000 г. От 2002 г. до 2006 г. учи в университета в Дюселдорф, Германия, където получава магистърска степен и защитава докторат по право.
Между 2005 г. и 2012 г. Кобахидзе е асистент в Тбилиския държавен университет, а от 2011 до 2014 г. е доцент в Кавказкия университет. Той също така е член на комисията от експерти на фондация „Отворено общество – Грузия“ по програмата за правата на човека и върховенството на закона и член на грузинската делегация в Съвета на Европа между 2011 и 2012 г. От 2014 г. е доцент в Тбилиския държавен университет.

### Политическа кариера
През 2015 г. Кобахидзе е назначен за изпълнителен секретар на управляващата партия в Грузия „Грузинска мечта“, заедно с генералния секретар Каха Каладзе. Като заместник-ръководител на кампанията за парламентарните избори през 2016 г. и ръководител на кампанията за местните избори през 2017 г. той играе важна роля за убедителните победи на партията. През 2016 г. Кобахидзе е избран за депутат като част от партийната листа на „Грузинска мечта“.
От 2016 г. до 2019 г. е председател на парламента на Грузия. По време на неговия мандат са създадени Междупарламентарни асамблеи между Грузия, Украйна и Молдова и Грузия и Полша. Освен това са подписани споразумения за стратегическо сътрудничество с редица парламенти на партньорски държави като Полша, Латвия, Узбекистан и Сърбия. По негова инициатива пленарната зала на парламента носи името на първия демократично избран президент на Грузия Звиад Гамсахурдия.
Използвайки супермнозинството на „Грузинска мечта“, парламентът под ръководството на Кобахидзе прави грандиозни поправки в конституцията. Промените включват превръщането на страната в парламентарна република, прехвърляне на избирателната система към напълно пропорционална до 2024 г., премахване на преките президентски избори и удължаване на мандата на президента от 5 на 6 години.
Кобахидзе подава оставка от поста си като председател на парламента след протестите в Грузия през 2019 г. Наследен е от Арчил Талаквадзе. Кобахидзе продължава да служи като депутат и на изборите през 2020 г. е преизбран за нов мандат. На 11 януари 2021 г. той е избран за нов председател на „Грузинска мечта“. Председателството на Кобахидзе съвпада с руското нахлуване в Украйна през 2022 г. и изиграва важна роля в реакцията на партията към конфликта. Той изразява подкрепа за Украйна и осъжда действията на Русия, но скоро отношенията между двете държави се влошават. Между февруари и юли 2022 г. Кобахидзе прави 9 критични коментара към Русия, но общо 26 враждебни забележки за Украйна и още 57 за западните държави. Основната враждебност произтича от факта, че секретарят на Съвета за национална сигурност на Украйна Олексий Данилов заявява, че Грузия „много ще помогне“ на Украйна, като „открие втори фронт“ срещу Русия. Кобахидзе критикува украинските политици, че преследват собствените си интереси за сметка на Грузия, като заявява, че „отварянето на втори фронт“ ще облекчи положението на Украйна, но ще донесе страдания и разрушения на Грузия, тъй като руската армия е значително по-силна и добре оборудвана в сравнение с тази на Грузия. Кобахидзе посочва, че Грузия разполага с военните средства „да влоши ситуацията за Русия“, но това би дошло „на цената на унищожаването на Грузия“. По-късно Кобахидзе уточнява, че е имало координирани усилия от страна на „партията на глобалната война“ да въвлече Грузия във войната.
През юни 2022 г. Европейският парламент приема няколко резолюции срещу грузинското правителство и отказва да предостави на Грузия статут на държава-кандидат. Кобахидзе критикува тези действия и казва, че те са повлияни от „партията на глобалната война“. Той добавя, че Грузия няма да се отклони от пътя си към членство в ЕС и че ще продължи процеса на интеграция в ЕС, като същевременно призовава САЩ и ЕС да се „дистанцират от призивите Грузия да участва във война“. След забавяне през декември 2023 г. Грузия най-накрая получава статут на държава-кандидат за членство в ЕС. Кобахидзе приписва постижението на основателя на „Грузинска мечта“ Бидзина Иванишвили, който, по думите му, „положи основите“ за замяна на „авторитаризма в съветски стил“ с „демократично и справедливо управление в европейски стил“.
В началото на февруари 2024 г. Кобахидзе и Иракли Гарибашвили си разменят постовете, като Гарибашвили става председател на „Грузинска мечта“, а Кобахидзе заема поста на министър-председател на страната на 8 февруари. Той очертава приоритетите на правителството като прекратяване на руската окупация на Южна Осетия и Абхазия и премахване на бедността. Кобахидзе запазва същия кабинет като своя предшественик, но назначава нов министър на отбраната.

### Отношения със Запада
Въпреки че първото официално пътуване на Кобахидзе като министър-председател се състои в Брюксел на 20 – 21 февруари 2024 г., отношенията на Грузия със Запада значително се влошават по време на неговия мандат. Законодателството, прието от неговото правителство, особено приетият през юни 2024 г. законопроектът за „чуждестранните агенти“, който има за цел да ограничи западното влияние в страната, е широко осъдено като несъвместимо с евроатлантическите стремежи на страната. Някои анализатори твърдят, че законопроектът за „чуждестранните агенти“ може да не е непременно насочен срещу европейската интеграция, а по-скоро да е форма на пазарлък с ЕС.
Кобахидзе е един от основните разпространители на конспиративната теория за „глобалната военна партия“. Неговото правителство ускорява влошаването на отношенията със Запада и е обвинено в саботиране на кандидатурата на Грузия за членство в ЕС. Съединените щати обявяват санкции срещу Кобахидзе, членовете на неговото правителство и членовете на партията „Грузинска мечта“ за „подкопаване на демокрацията в Грузия“. Неговата реторика е широко описвана като антизападна, като той по много поводи обвинява Запада, че тласка Грузия към „отваряне на втори фронт“ и присъединяване към руско-украинската война.

## Личен живот
Кобахидзе е женен за Наталия Моцонелидзе, от която има две деца. Освен грузински, Кобахидзе говори английски, немски и руски.